# Клонина
Клонина (англ. Clooneenagh Townland, также Clonina; ирл. Clooneenagh) — деревня в Ирландии, находится в графстве Клэр (провинция Манстер).
Население — 100 человек (по приближённой оценке).